# Shunsō Hishida
Shunsō Hishida (jap. 菱田 春草 Hishida Shunsō), właśc. Mioji Hishida (jap. 菱田 三男治 Hishida Mioji); ur. 21 września 1874 w Iidzie w prefekturze Nagano, zm. 16 września 1911 w Tokio – japoński malarz.

## Życiorys
Już jako dziecko przejawiał wybitne talenty artystyczne, w wieku 10 lat tworzył obrazy w stylu szkoły Kanō. W 1890 roku został przyjęty do Tokijskiej Szkoły Sztuk Pięknych (Tōkyō Bijutsu Gakkō), gdzie jego nauczycielem był Gahō Hashimoto. Program jego studiów obejmował szkice z natury, klasyczne malarstwo chińskie i japońskie, ikonografię buddyjską oraz ukiyo-e. W 1898 roku został wykładowcą Japońskiej Akademii Sztuk Pięknych (Nihon Bijutsu-in). W latach 1903–1904 wspólnie z Kakuzō Okakurą i Taikanem Yokoyamą odbył podróż do Indii, Europy i Stanów Zjednoczonych. Pod koniec życia utracił całkowicie wzrok.
W swojej twórczości czerpał z tradycyjnego malarstwa chińskiego i japońskiego, korzystając ze zdobyczy malarstwa europejskiego przy malowaniu przestrzeni powietrznej i światła. Malował pejzaże i tematy z ikonografii buddyjskiej. Posługiwał się techniką mōrō-tai („styl widmowy”), w której rezygnowano z linii konturowej na rzecz operowania jedynie plamami barwnymi. W późniejszych obrazach zaczął nawiązywać do stylistyki szkoły Rinpa.

## Galeria

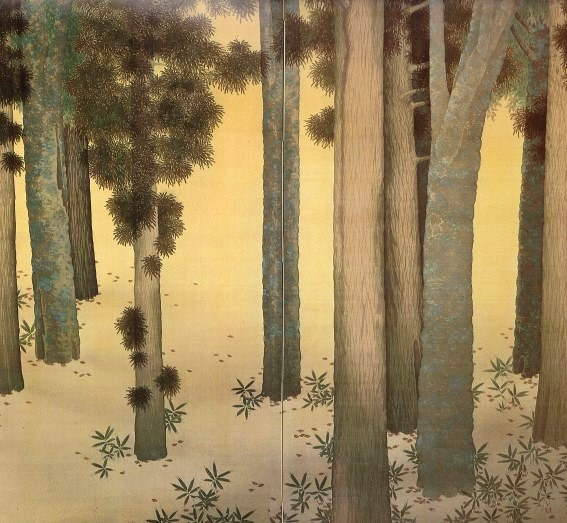
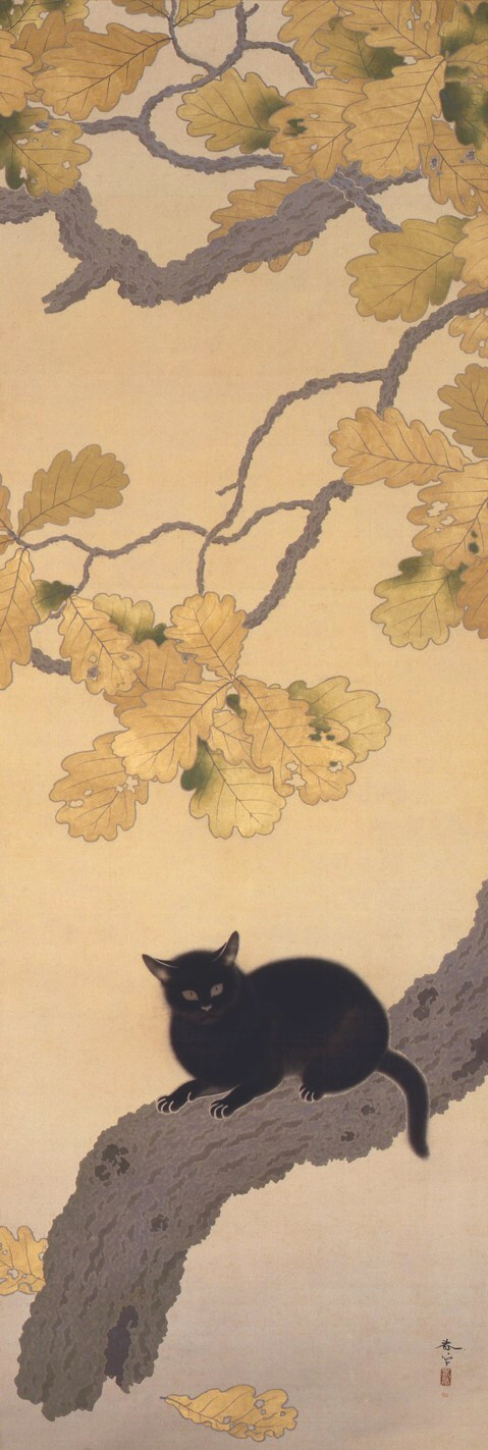
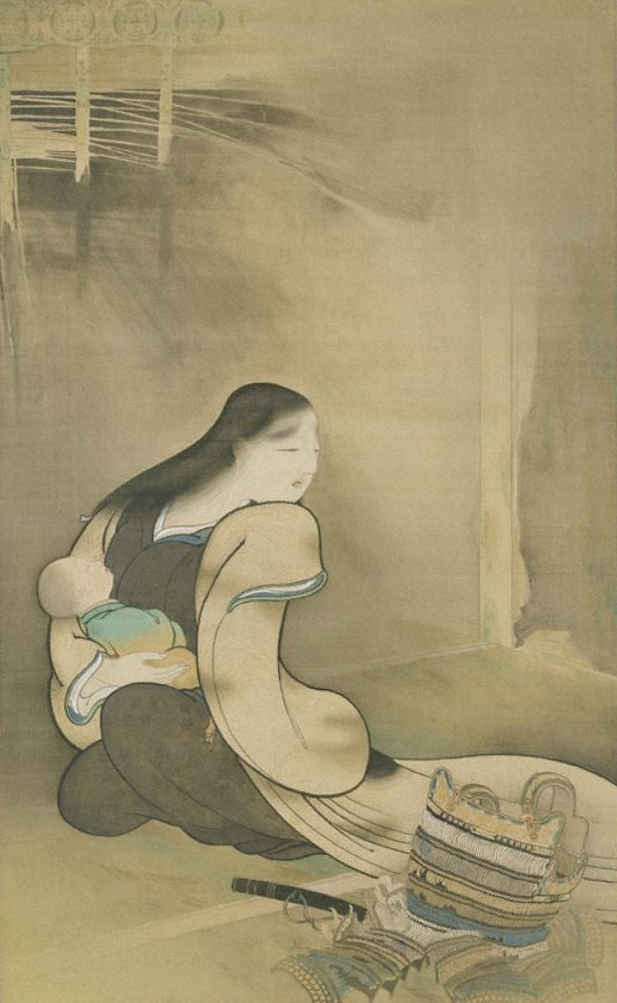
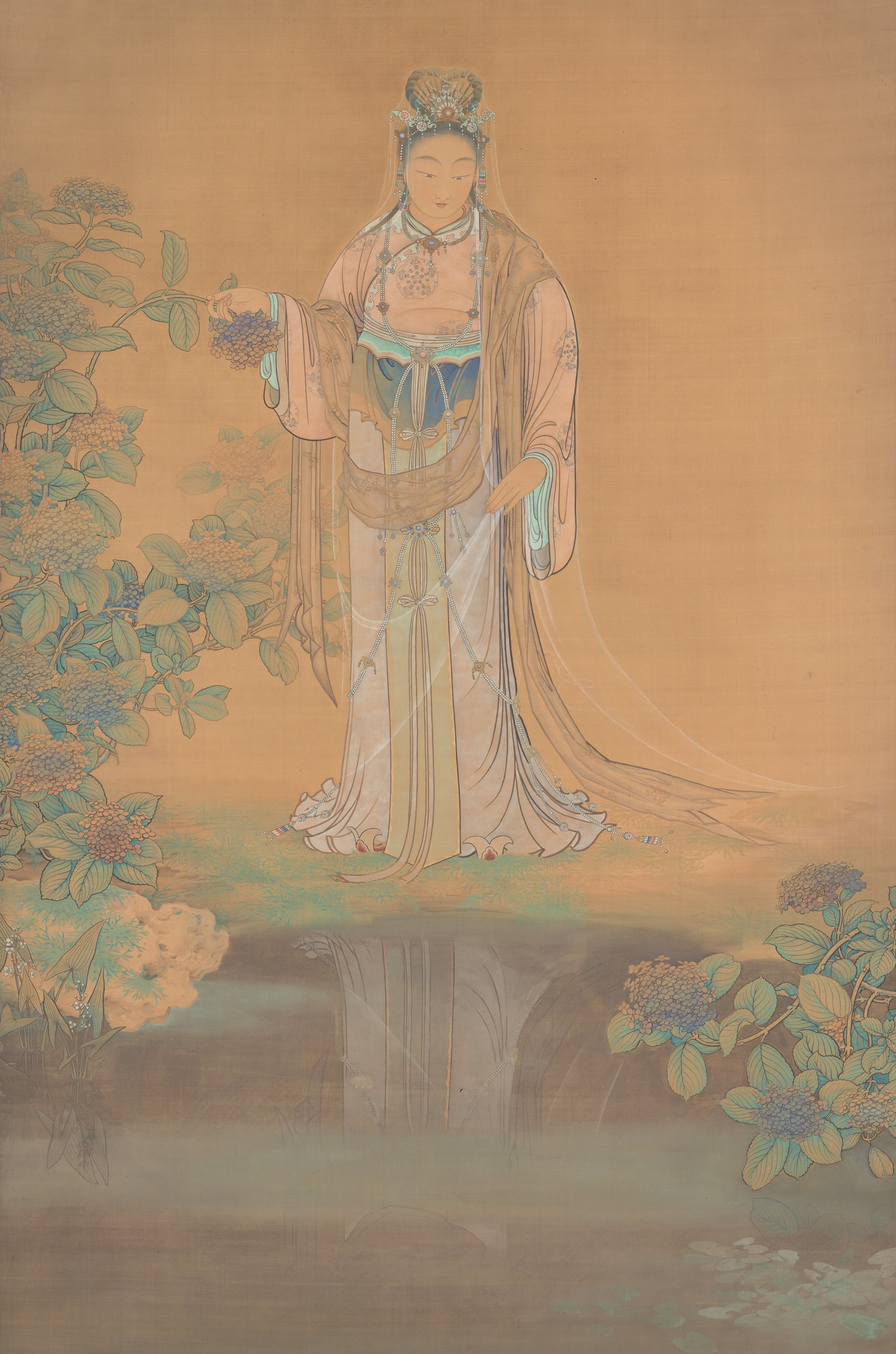
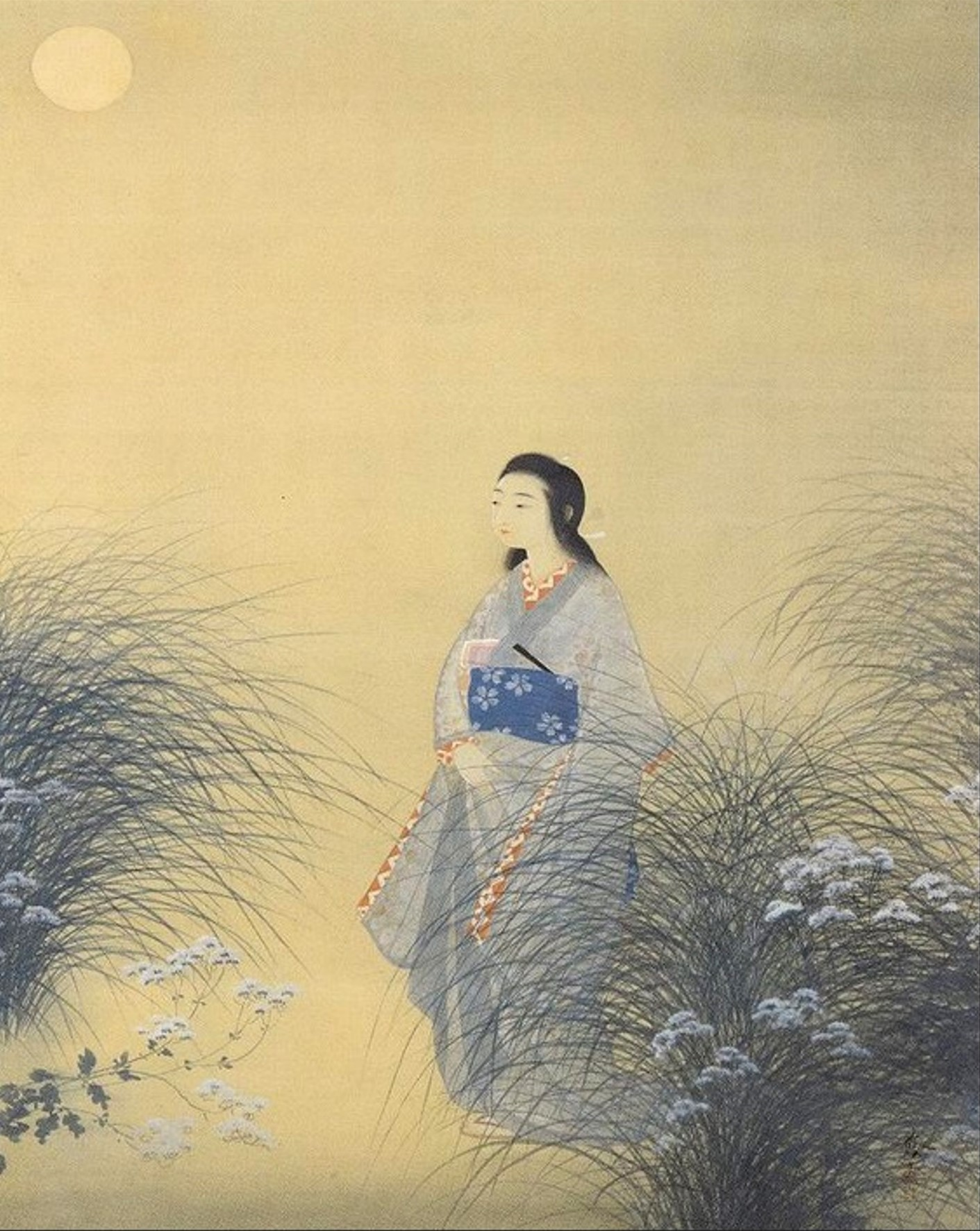